# Groupe L'Espresso
Pour les articles homonymes, voir Gedi.
Le Groupe L'Espresso (en italien, Gruppo Editoriale L'Espresso)  est un groupe de presse italien qui publie de nombreux journaux, le titre phare étant L'Espresso.
C'est une société cotée en bourse, une des plus importantes entreprises italiennes dans le secteur des médias (quotidien, périodiques, radio, publicité, internet et télévision). 

## Histoire
En mars 2006, Carlo Caracciolo, propriétaire du groupe L'Espresso depuis 1956, passe le flambeau à Carlo De Benedetti. En janvier 2007, alors toujours président d'honneur du groupe L'Espresso, Carlo Caracciolo entre dans le capital de Libération à hauteur de 33,3%.
En 2009, Silvio Berlusconi accuse le propriétaire du groupe L'Espresso, Carlo De Benedetti, d'utiliser ses moyens médiatiques pour amplifier les scandales le concernant.
En 2012, le Huffington Post s'associe au groupe L'Espresso pour lancer « L'Huffington Post », la version italienne du site d'actualités américain, quelques mois après le lancement de la version franćaise.
En février 2016, Fiat Chrysler Automobiles annonce la vente de ses activités de presse incluant une participation de 77 % dans La Stampa, au Groupe L'Espresso détenant notamment La Repubblica, pour créer le groupe de presse Stampubblica. Fiat Chrysler retient 16 % du nouvel ensemble créé par cette opération. Cette dernière participation est prévue pour être distribuée aux actionnaires de Fiat Chrysler Automobiles par la suite,

## Activité
En 2005,  L'Espresso est l'un des leaders de l'édition et de la radio en Italie avec :
1. de fortes positions dans la presse quotidienne (La Repubblica (avec ses huit suppléments) : 620 000 exemplaires) et les magazines (L'Espresso : 481 000 exemplaires),
2. le réseau radio le plus dense d'Italie (Radio Capital, Radio Deejay, M2O) avec une audience cumulée de 5,4 millions d'auditeurs par jour,
3. le contrôle de l'un des portails Internet les plus visités en Italie avec Kataweb et de plusieurs télévisions, Deejay Tv (ex AllMusic et ex Rete A), Repubblica Radio Tv, Onda Latina et MyDeeJay.

La publicité du groupe est récoltée par A. Manzoni & C. SpA. La formation et les services professionnels sont assurés par Somedia Srl.
En 2015, Le Groupe L'Espresso enregistre un bénéfice net de 17 millions d'euros.

## Données boursières

### Actionnariat
- 2005 : flottant 49,7 %, CIR[Lequel ?] 50,3 %.

## Quotidiens régionaux
- de 50 000 à 100 000 ex. :	
  - Il Tirreno, Toscane
  - La Nuova Sardegna, Sassari
  - Messaggero Veneto, Udine
  - Alto Adige - Corriere delle Alpi - Trentino ; Bolzano - Belluno - Trente

- de 20 000 à 50 000 ex. :
  - Il Piccolo, Trieste
  - Gazzetta di Mantova, Mantoue
  - il Mattino di Padova, Padoue
  - la Provincia Pavese, Pavie
  - il Centro, Pescara

- de 10 000 à 20 000 ex. :
  - la Tribuna di Treviso, Trévise
  - Gazzetta di Reggio, Reggio d'Émilie
  - la Sentinella del Canavese, * Ivrée (*) deux fois par semaine
  - la Nuova Ferrara, Ferrare
  - Nuova Gazzetta di Modena, Modène
  - la Nuova Venezia, Venise

- moins de 10 000 ex. 
  - La Città, Salerne

## Périodiques
- L'Espresso, hebdomadaire généraliste
- National Geographic Italia, en coentreprise avec la National Geographic Society, mensuel
- Le Scienze, en coentreprise avec Scientific American, mensuel
- Limes, trimestriel
- MicroMega, bimestriel
- Le Guide dell’Espresso
- Guida annuale
- mente & cervello, bimestriel
- TV Magazine